# انجوم فاقي
انجوم فاقي (مواليد 9 سبتمبر 1989) هي ممثلة تلفزيونية وعارضة ازياء هندية حيث بدأت مهنتها في عرض الازياء بسن 19 عامًا. اشتهرت بالمسلسل الهندي حياة قلبي في عام 2017.

## البرامج التلفزيونية
- حياة قلبي (Kundali Bhagya) 2017.
- تير شاهر مين (ter shahr Maine) 2015.
- ديفانشي ( Devanshi) 2017-2016.
- الملك والملكة (A King and a Queen)2017-2015.
- ناغين (Nagin) 2015.

## روابط خارجية
- انجوم فاقي على موقع IMDb (الإنجليزية)